# Dominika Morek
Dominika Morek (ur. 22 stycznia 1996) – polska lekkoatletka, sprinterka.

## Kariera sportowa
Srebrna medalistka halowych mistrzostw Polski seniorów (2016) w sztafecie 4 × 400 metrów (biegła na drugiej zmianie sztafety AZS-AWFiS Gdańsk). Halowa mistrzyni Polski w sztafecie 4 x 200 metrów (2017).